# Växthusskolopender
Växthusskolopender (Cryptops parisi) är en mångfotingart som beskrevs av Brolemann 1920. Växthusskolopender ingår i släktet Cryptops och familjen Cryptopidae. Arten är reproducerande i Sverige.

## Underarter
Arten delas in i följande underarter:
- C. p. cottarellii
- C. p. parisi
- C. p. sebini